# Logan County Airport (Illinois)

i7
i11
i13
Der Logan County Airport (ICAO-Code: KAAA, FAA-LID: AAA) ist ein öffentlicher Flugplatz etwa 3 km nordöstlich des Ortes Lincoln im Logan County des US-Bundesstaates Illinois.
Im Jahr 2006 gab es 7.000 Flugbewegungen am Flugplatz, was einem Durchschnitt von 19 am Tag entspricht. Davon waren 80 % der allgemeinen Luftfahrt zuzurechnen, 19 % Air Taxi und 1 % militärische Luftfahrt  34 Flugzeuge nutzten den Flugplatz als Basis: 82 % einmotorige, 15 % mehrmotorige und 3 % Hubschrauber.   Im planmäßigen Passagierverkehr (Linienverkehr) wird der Flugplatz nicht angeflogen.

## Einrichtungen
Der Flugplatz umfasst ein Gebiet von 88 ha (218 acres) und hat zwei Start- und Landebahnen:
- Runway 3/21: 1 219 x 23 m, Oberfläche: Asphalt
- Runway 14/32: 915 × 41 m, Oberfläche: Gras